# Dicoryphe angustifolia
Dicoryphe angustifolia är en trollhasselart som beskrevs av Louis René Tulasne. Dicoryphe angustifolia ingår i släktet Dicoryphe och familjen trollhasselfamiljen. Inga underarter finns listade i Catalogue of Life.